# Cseresznye utcai híd (Békés)
A Cseresznye utcai híd Békés városában található.

## Története
Az 1830-as évekből származó, Pető-féle térképen még nincs jelölve a mai Cseresznye utca, de a Konsitzky malom megépítése után feltehetően szükség lett egy hídra is. Egy 1901-ben írott, postai pecséttel ellátott képeslap szerint már létezett itt egy teljes egészében fából készített híd. Ennek a hídnak a hídfőkiképzése, a tartószerkezete, a korlátja és a járófelülete is fából készült. A leírások szerint a híd előterében kiszélesedő mederrészt abban az időben lóúsztatóként használták. Több, ma is élő idős ember elmondása szerint egészen az 1930-as évekig szokás volt a lovakat ott lemosni, úsztatni. Átépítése 1961-ben történt meg, majd 1965-ben a 47-es főközlekedési út részeként, a Cseresznye utca többi részével együtt aszfaltburkolatot kapott.
A Cseresznye utca jelenlegi hídja már előre gyártott vasbeton szerkezetű, építési éve 1964. A kocsipálya szélessége 7,00 méter, az egyik oldalán 1,30 méter szélességű gyalogjárdával és vasszerkezetű korláttal. Tervezője az Út- és Vasúttervező Vállalat, kivitelezője a Körös Vidéki Vízügyi Igazgatóság volt.
2006-tól, a békéscsabai elkerülő út átadásától fogva a 47-es főút már nem Békésen keresztül vezet, hanem Mezőberény felé. A régi 47-es út nyomvonala azóta Békéscsabától Mezőberényig 470-es főútként számozódik, ez keresztülhalad Békésen és Cseresznye utcán is, jelenleg tehát ennek az útnak a része a Cseresznye utcán lévő híd.